# Høstanemone
Høstanemone (Anemone hupehensis), også skrevet Høst-Anemone, er en staude med en stift opret vækst og hvide eller lyserøde blomster. På grund af den sene blomstring og blomsternes holdbarhed i vase, er den meget anvendt i haverne som prydplante. Hele planten er giftig.

## Beskrivelse
Høstanemone er en løvfældende staude med en stivstilket, opret vækst. Skuddene er først grønne, men bliver snart rødbrune. De er lodne af bløde dunhår. Bladene er langstilkede og håndlappede med form som Ribs- eller Vinblade. Randen er indskåret med grove tænder eller takker, og oversiden er rynket på grund af de forsænkede bladribber. Farven er græsgrøn med en lysere underside. 
Blomsterne ses fra august og indtil slutningen af september. De bæres højt over bladene i endestillede kvaste. De enkelte blomster er vinrøde, lyserøde eller flødehvide (se under sorter). Frøene modner sjældent her i landet.
Planten har et kraftigt rodnet, som udgår fra lange, underjordiske stængler. 
Højde x bredde og årlig tilvækst: 0,5 x 2,0 m (50 x 10 cm/år). 

## Hjemsted
Planten har hjemme i Japan og det sydlige Kina, og den er knyttet til lysåbne eller let skyggede skovbryn og lysninger i de blandede løvskove dér. 
Beilu dalen ligger i Min bjergene, der er en del af Tangjiahe naturreservatet i det nordlige Sichuan, Kina. Her vokser arten i blandede løvskove i 1.500-2.000 m højde sammen med bl.a. Acanthopanax henryi (en art af tornaralie), blåbælg, Corydalis edulis (en art af lærkespore), Daphne tangutica, henrys gedeblad, japansk asters, japansk perikon, japansk spiræa, kamæleonbusk, kinesisk astilbe, kinesisk neillia, kronerabarber, monoløn, pernykristtorn, Populus davidiana (en art af poppel), Quercus glandulifera (en art af eg), Salix wallichiana (en art af Pil), Smilax stans (en art af sarsaparil), sommerfuglebusk, storblomstret kæmpelilje, viftedværgmispel og vinget benved

## Anvendelse
Høstanemone anvendes som prydplante i haver. Blomsterne holder længe som afskårne i vase. 
| Portal | Portal:Botanik |

## Note
1. ↑  related.springerprotocols.com: G.B. Schaller, Teng Qitao, Pan Wenshi, Qin Zisheng, Wang Xiaoming, Hu Jinchu og Shen Heming: Feeding behavior of Sichuan takin (Budorcas taxicolor) (engelsk)